# 南里新
南里 新（なんり あらた、1988年〈昭和63年〉11月8日 - ）は、日本のラグビー選手。

## プロフィール
- 福岡県出身[1]。
- ポジションはフルバック(FB)。
- 身長 171cm、体重 78kg
- ニックネームはアラタ。
- 九州代表に選ばれたことがある。

## 略歴
ラグビーを始めたきっかけは父の影響から。
2007年、福工大城東高校卒業後、福岡工業大学に入る。
2011年、福岡工業大学卒業後、コカ・コーラウエストレッドスパークス（現・コカ・コーラレッドスパークス）に加入。
2012年9月8日に行われたトップキュウシュウA第1節の中国電力戦にて途中出場で公式戦初出場を果たす。
2020年、コカ・コーラレッドスパークスを退団した。